# Philibert (Heiliger)
Philibert, genannt Philibert von Jumièges, Philibert von Noirmoutier oder Philibert von Tournus (* 617 oder 618 in Eause, heute im Département Gers; † 20. August 684 in Noirmoutier) war ein Mönch und Abt. Er gründete die Abteien Jumièges, Noirmoutier und Montivilliers. Seine Reliquien befinden sich in der Benediktinerabtei Tournus; sein Festtag – vor allem dort – ist der 20. August.

## Biographie

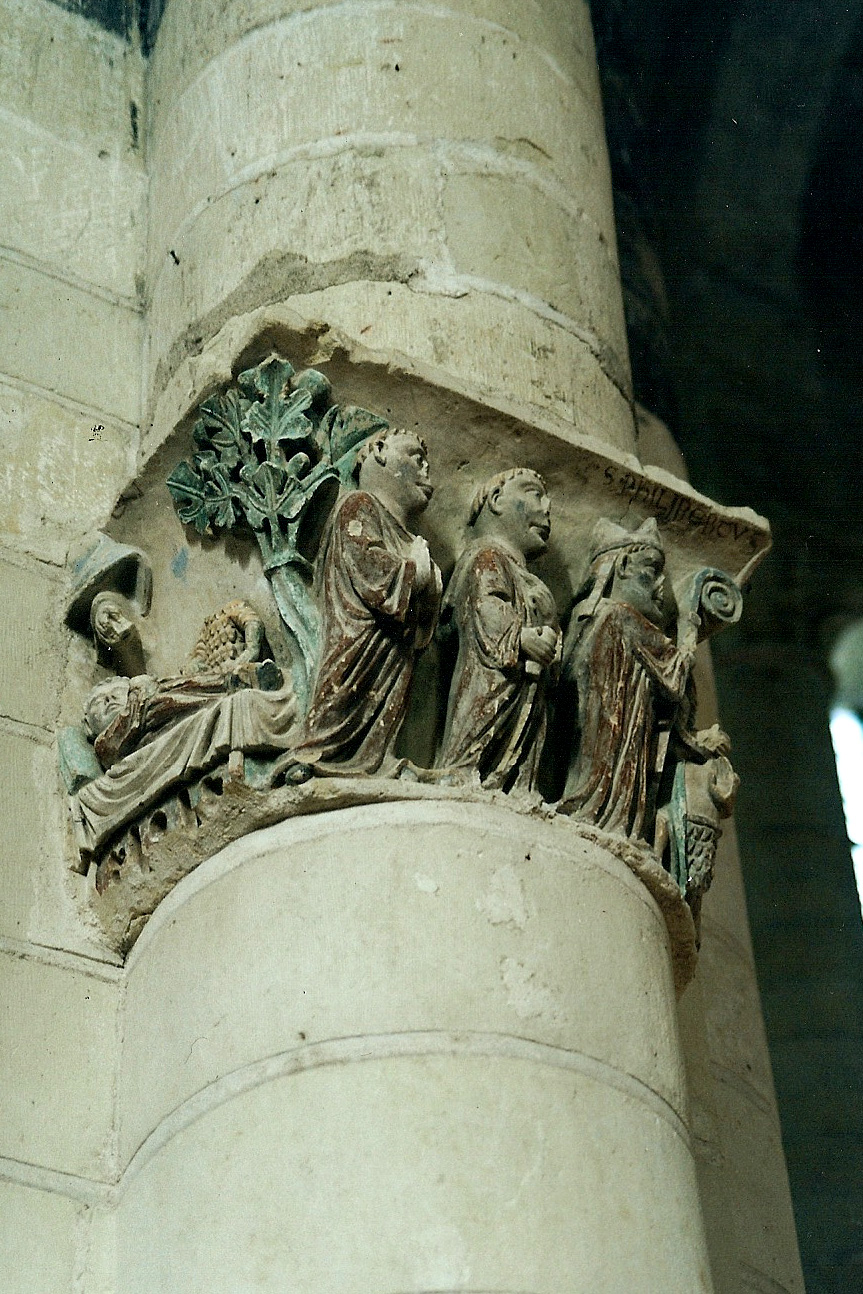
Notre-Dame de Cunault – Kapitell mit Szenen aus dem Leben des hl. Philibertus

Philibert (oder Filibert) war der einzige Sohn von Filibaud, einem hohen Beamten in Vic oder Vic-Jour (lateinisch Vicus Iulius, heute Vic-Fezensac im Département Gers), wo er auch Bischof wurde. Er kam um 617/618 in der alten Stadt Eause (Guyenne) zur Welt und wurde in Vic von ausgezeichneten Lehrmeistern erzogen. Nach seiner Ausbildung verschaffte ihm sein Vater, der Zugang zu König Dagobert I. († 638/639) hatte, einen Platz am Hof der Merowinger, wo er Ouen († 686) kennenlernte, dessen Wertschätzung er erwarb.
Unzufrieden mit dem belanglosen Leben am Hof ging er im Alter von 20 Jahren ins Kloster. Seine Wahl fiel auf die neu gegründete Abtei Rebais im Bistum Meaux, wo er einen großen Teil seines Besitzes einbrachte, und wo Agilus († um 650) Abt war, ein Freund Ouens.
Knapp 20 Jahre später, 654, gründete er die Abtei Jumièges bei Rouen auf fruchtbarem Land in einer Seine-Schleife, wo er früher gemeinsam mit König Dagobert gejagt hatte.
Als er erfuhr, dass der Hausmeier Ebroin († 681) den Bischof von Autun Leodegar (Saint-Léger) hatte töten lassen (2. Oktober 679), brachte er das Verbrechen am Hof vor, woraufhin Ebroin Ouen, jetzt Erzbischof von Rouen, damit beauftragte, ihn beiseitezuschaffen. Ouen fügte sich und ließ ihn gefangen setzen; die Gefangenschaft jedoch war erträglich gestaltet und dauerte auch nicht lange, da Ebroin bald selbst ermordet wurde.
Nach seiner Freilassung zog sich Philibert ins Kloster Noirmoutier zurück, wo er im Jahr 684 verstarb.

## Denkmäler
Im Jahr 847 errichteten die Mönche von Noirmoutier zu seinen Ehren eine Priorei in Déas, aus der sich Saint-Philbert-de-Grand-Lieu entwickelte. In der Zeit der Überfälle der Normannen wurden seine Reliquien nach Tournus in Sicherheit gebracht, wo sie in der für ihn gebauten Klosterkirche Saint-Philibert aufbewahrt wurden. Vorher machten sie noch Zwischenstation in Notre-Dame de Cunault, an der Loire. Dort befindet sich auf einer Säule des Langhauses in halber Höhe ein Kapitell mit Szenen aus dem Leben des Heiligen Philibert. Die Inschrift aus lateinischen Majuskeln lautet: S PHILIBERTVS.

## Bilder

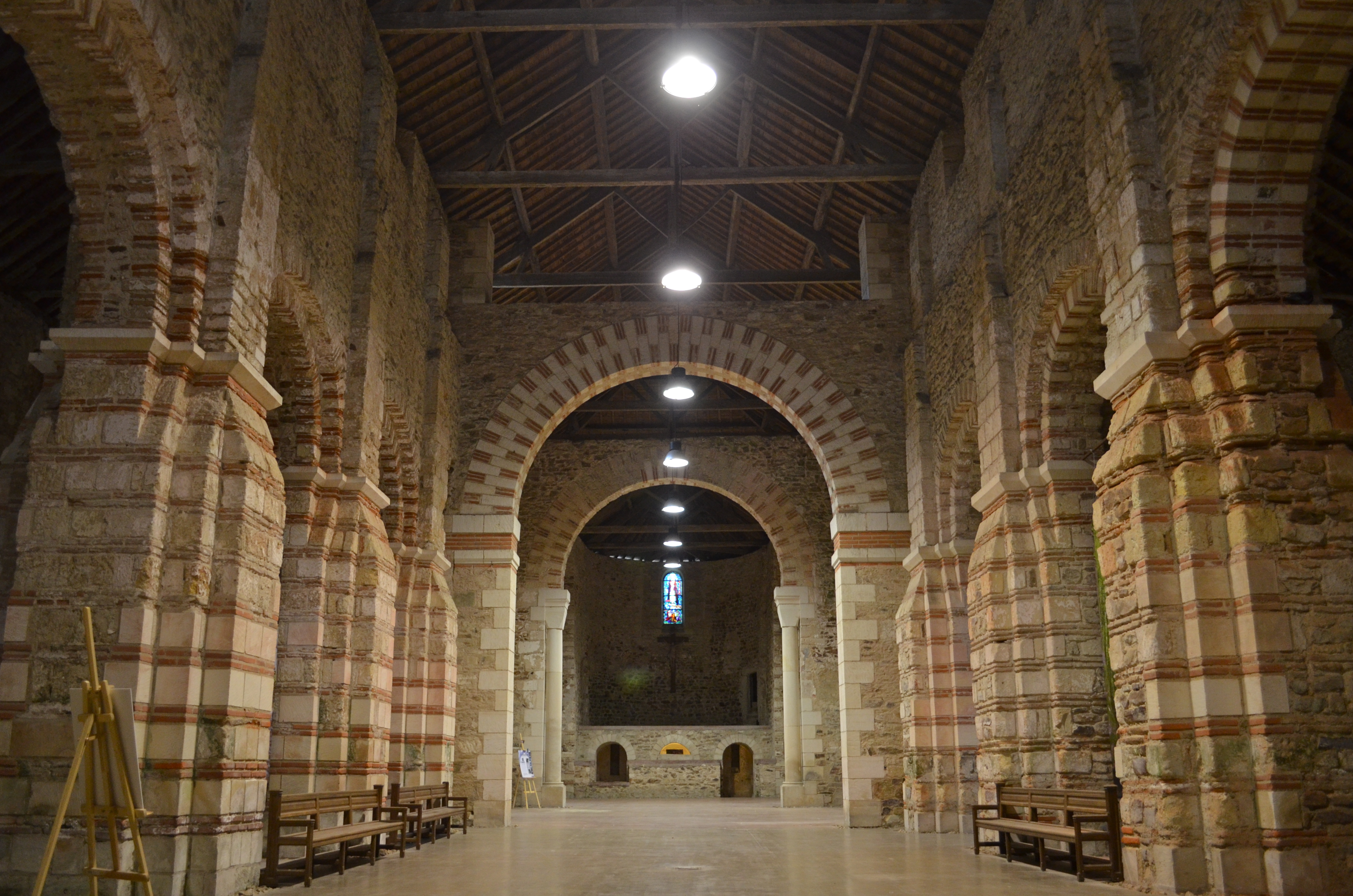
Saint-Philbert-de-Grand-Lieu (Nantais) – Karolingische Abteikirche
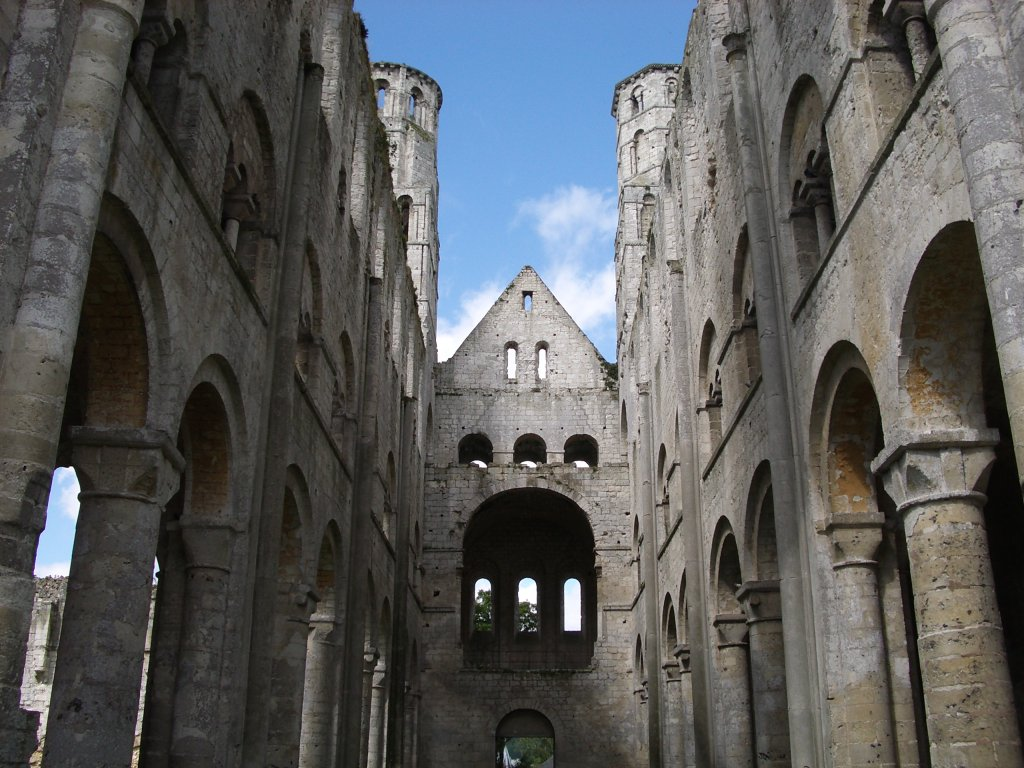
Jumièges (Normandie) – Ruine der Abteikirche
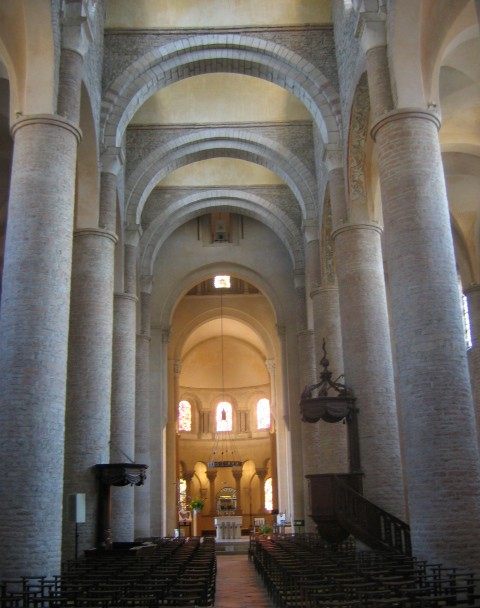
Tournus (Burgund) – Abteikirche
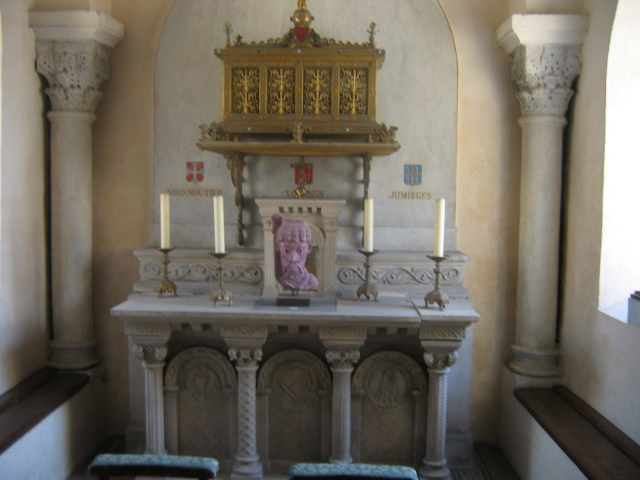
Tournus (Burgund) – Reliquienbehältnis (chasse)
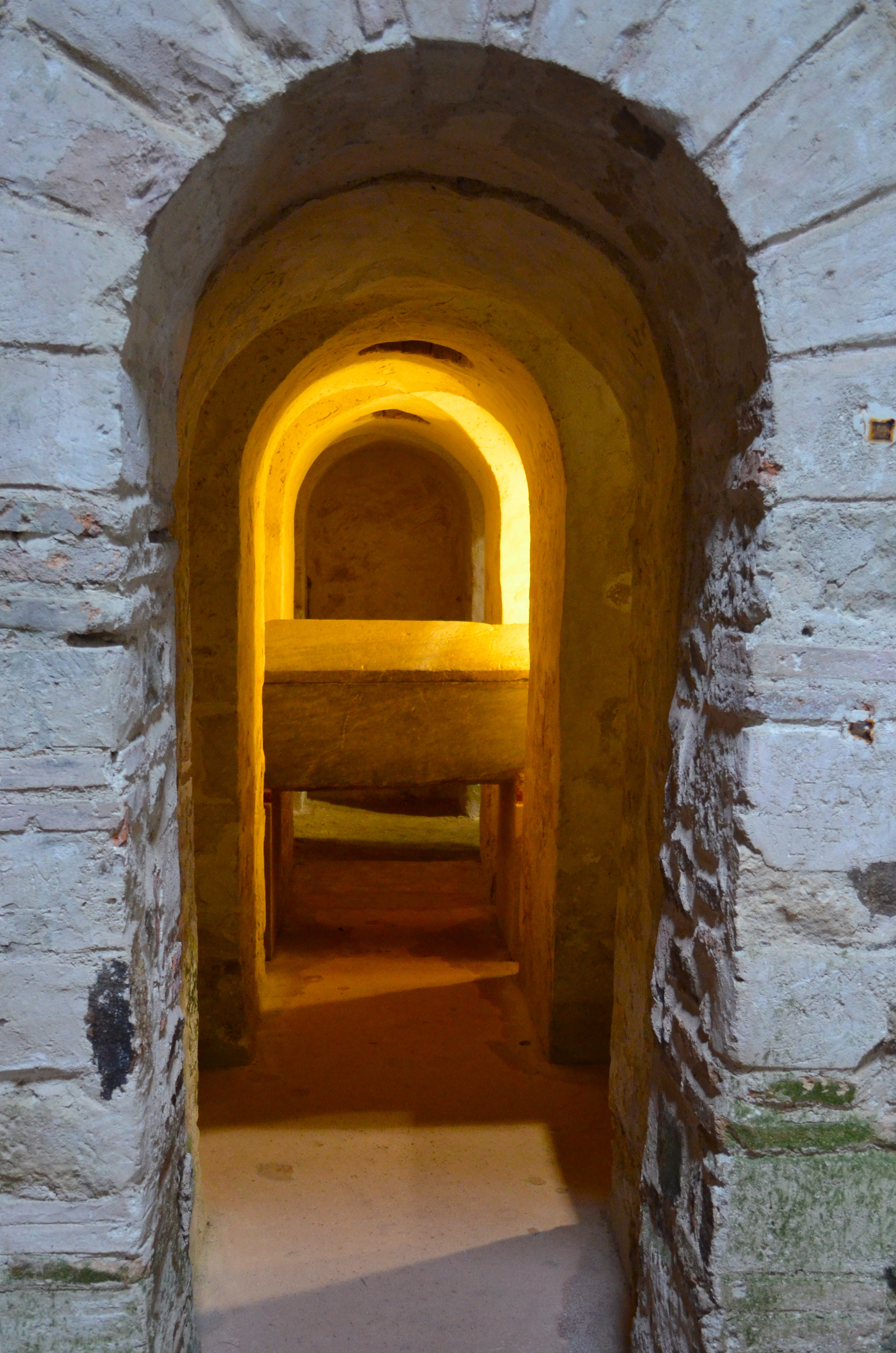
Saint-Philbert-de-Grand-Lieu (Nantais) – Sarkophag Philiberts